# Nematocampa limbata
Nematocampa limbata là một loài bướm đêm trong họ Geometridae.